# 魚谷雅彦
魚谷 雅彦（うおたに まさひこ、1954年6月2日 - ）は、日本の実業家。株式会社資生堂取締役代表執行役会長CEO。株式会社ブランドヴィジョンエグゼクティブアドバイザー。日本における代表的な「プロ経営者」の一人。

## 人物
奈良県出身。同志社大学文学部卒業後、海外への留学制度があるという理由で、ライオン歯磨（現・ライオン）に入社、その後クラフト・ジャパン（現・モンデリーズ・ジャパン）副社長に就任。
1994年、 日本コカ・コーラに転じ、「ジョージア」や「爽健美茶」、「紅茶花伝」など数々のヒット商品を手掛け同社の業績を伸張させた。その後は自身でコンサルタント会社を立ち上げ、NTTドコモのサービス改善にも携わった。
それらの実績を買われ、 2013年4月に資生堂マーケティング統括顧問に就任。社内では顧問として助言をもらうだけとされていたが、役員経験のない外部の人材が社長に就任することに対し否定的であった「役員指名諮問委員会」も最終的には全員一致で賛成し、2014年4月1日、同社として史上初めて外部出身者として社長に就任した。

## 経歴
- 1973年 - 大阪星光学院高等学校卒業。
- 1977年 - 同志社大学文学部英文科卒業後、ライオン株式会社入社。
- 1981年 - コロンビア大学に留学し、MBAを取得。
- 1991年 - フィリップ・モリス株式会社の食品事業部門であるクラフト・ジャパン（現：モンデリーズ・ジャパン）株式会社入社。同社代表取締役副社長に就任、日本における事業の統括責任者を務める。
- 1994年 - 日本コカ・コーラ株式会社入社。　同社取締役副社長に就任。
- 2000年 - 同社デピュティプレジデント（社長代行）に就任。
- 2001年10月 - 同社代表取締役社長に就任。
- 2006年8月 - 同社代表取締役会長に就任。
- 2007年6月 - 株式会社ブランドヴィジョン設立。同社代表取締役社長。
- 2011年12月 - 日本コカ・コーラ株式会社　取締役会長を退任。
- 2012年4月 - 株式会社LIXIL 特別顧問に就任[4]
- 2013年4月 - 株式会社資生堂　マーケティング統括顧問に就任。
- 2014年4月 - 株式会社LIXIL 特別顧問 退任
- 2014年4月 - 株式会社資生堂　執行役員社長に就任。
- 2014年6月 - 株式会社資生堂　代表取締役執行役員社長に就任。
- 2023年1月 - 株式会社資生堂　代表取締役会長CEOに就任。
- 2024年4月 - 株式会社資生堂　取締役代表執行役会長CEOに就任。

その他の現活動
- アスクル株式会社 社外取締役。
- シティバンク銀行株式会社 社外取締役。
- 一般社団法人国際ビジネスコミュニケーション協会理事。
- コロンビア大学ビジネススクールジャパンアドバイザリーボードメンバー。
- 内閣府男女共同参画会議議員[5]。

## 著書
- 『外資系トップの仕事力―経営プロフェッショナルはいかに自分を磨いたか』（共著） ダイヤモンド社、2006年、ISBN 978-4478733349
- 『こころを動かすマーケティング―コカ・コーラのブランド価値はこうしてつくられる』 ダイヤモンド社、2009年、ISBN 978-4478008683
- 『会社は変われる！ドコモ1000日の挑戦』 ディスカヴァー・トゥエンティワン、2011年、ISBN 978-4799310014